# Cândido de Oliveira
Cândido Plácido Fernandes de Oliveira (Fronteira, 24 settembre 1896 – Stoccolma, 23 giugno 1958) è stato un calciatore, allenatore di calcio e giornalista portoghese.

## Biografia
Nel 1945, assieme a António Ribeiro dos Reis, fondò il quotidiano sportivo A Bola.
La sua opposizione al regime di Salazar gli procurò numerosi imprigionamenti, tra cui uno al campo di concentramento di Tarrafal, sull'isola di Santiago.
Morì a Stoccolma a causa di una malattia ai polmoni mentre stava seguendo il campionato mondiale di calcio 1958 per A Bola.
A lui è dedicata la Supercoppa di calcio portoghese.

## Carriera

### Giocatore
A livello di squadre di club, giocò nel Benfica dal 1914 al 1920 e nel Casa Pia Atlético Clube (di cui fu uno dei fondatori) dal 1920 al 1926.
Nella Nazionale di calcio del Portogallo ottenne una sola presenza, disputando l'amichevole contro la Nazionale di calcio della Spagna del 18 dicembre 1921, persa dai lusitani per 3-1.

### Allenatore
Dopo essersi ritirato come calciatore nel 1926, allenò diverse squadre portoghesi (in particolare lo Sporting Lisbona) e fu nominato per 3 volte commissario tecnico della Nazionale portoghese.

## Palmarès

### Giocatore

#### Competizioni regionali
- Campionato di Lisbona: 4

Benfica: 1915-1916, 1916-1917, 1917-1918, 1919-1920

### Allenatore

#### Competizioni nazionali
- Campionato portoghese: 3

Sporting Lisbona: 1946-1947, 1947-1948, 1948-1949
- Coppa di Portogallo: 2

Sporting Lisbona: 1945-1946, 1947-1948